# Aymeric Zublena
Aymeric Zublena, né le 28 septembre 1936, est un architecte et urbaniste français.

## Biographie
Aymeric Zublena est le fils du designer Charles Zublena, célèbre pour ses sièges Eurolax 
Second Prix de Rome en 1967 pour un projet de maison pour l'Europe à Paris.
Il est fondateur et membre de l'agence SCAU (Maxime Barbier, Bernard Cabannes, Luc Delamain, François Gillard, Michel Macary).
Architecte en chef de la ville nouvelle de Marne-la-Vallée (1967-1992). Président de l’Académie d'architecture de 2002 à 2005.
Élu membre de l'Académie des beaux-arts de l'Institut de France le 25 juin 2008 au fauteuil de Maurice Novarina (1907-2002). Il est président de l'Académie et de l'Institut pour l'année 2015.

## Distinctions
- Officier de la Légion d'honneur
- Officier de l'ordre national du Mérite
- Chevalier de l'ordre des Palmes académiques
- Commandeur de l'ordre des Arts et des Lettres

## Principales réalisations
- Direction de l'action sociale à Paris (12e)
- Hôpital européen Georges-Pompidou à Paris (15e)
- Stade de France de Saint-Denis (avec Michel Macary, Regembal, Claude Constantini)
- Stade du Hainaut à Valenciennes
- Le pont Gustave-Flaubert à Rouen
- L''École nationale supérieure Mines-Télécom Atlantique Bretagne Pays de la Loire campus de Nantes (anciennement École nationale supérieure des mines de Nantes)
- Le Centre Georges Charpak de Gardanne de l'École des mines de Saint-Étienne
- Le Centre de formation IBM à Noisy-le-Grand
- L'école Edouard Vaillant à Fontenay-sous-Bois
- Le Stade olympique Atatürk d'Istanbul en Turquie (avec Michel Macary)
- Le Stade de la Coupe du monde de Suwon en Corée du Sud
- Le Stade d'Alexandrie en Égypte
- L'Hôpital d'instruction des armées Sainte-Anne de Toulon
- L'Hôpital Jean XXIII à Bergame en Italie
- L'Hôpital Alba-Bra en Italie
- L'Hôpital Zhongshan à Shanghai
- Les écoles d'ingénieurs, Télécom Physique Strasbourg et l'école supérieure de biotechnologie de Strasbourg
- La rénovation du Stade Vélodrome de Marseille en vue de l'Euro 2016
- L'Hôpital Este-Monselice en Italie

## Enseignements
des programmes d’enseignements supérieurs :
- l’Université scientifique de Strasbourg Illkirch (1993)
- l’'École nationale supérieure Mines-Télécom Atlantique Bretagne Pays de la Loire (1994) campus de Nantes (anciennement École nationale supérieure des mines de Nantes)